# Christopher Jacobs
Christopher Jacobs (Estados Unidos, 25 de septiembre de 1964) es un nadador estadounidense retirado especializado en pruebas de estilo libre, donde consiguió ser campeón olímpico en 1988 en los 4 x 100 metros libre y 4 x 100 metros estilos.

## Carrera deportiva
En los Juegos Olímpicos de Seúl 1988 ganó tres medallas: oro en los relevos de 4 x 100 metros libre —con un tiempo de 3:16.53 segundos, por delante de la Unión Soviética y Alemania del Este—, también oro en los relevos de 4 x 100 metros estilos —por delante de Canadá y la Unión Soviética— y plata en los 100 metros estilo libre, con un tiempo de 49.08 segundos, tras su compatriota Matt Biondi y por delante del francés Stéphan Caron.